# العلاقات الهندية السنغافورية
العلاقات الهندية السنغافورية هي العلاقات الثنائية التي تجمع بين الهند وسنغافورة.

## مقارنة بين البلدين
هذه مقارنة عامة ومرجعية للدولتين:
| وجه المقارنة                                              | الهند                       | سنغافورة                                                             |
| --------------------------------------------------------- | --------------------------- | -------------------------------------------------------------------- |
| المساحة (كم2)                                             | 3.29 مليون                  | 719                                                                  |
| عدد السكان (نسمة)                                         | 1.35 مليار                  | 5.89 مليون                                                           |
| الكثافة السكانية (ن./كم²)                                 | 410.33                      | 819.19 ألف                                                           |
| العاصمة                                                   | نيودلهي                     | سنغافورة                                                             |
| اللغة الرسمية                                             | اللغة الهندية، لغة إنجليزية | لغة إنجليزية، اللغة الملايو، اللغة الصينية القياسية، اللغة التاميلية |
| العملة                                                    | روبية هندية                 | دولار سنغافوري                                                       |
| الناتج المحلي الإجمالي (بليون دولار)                      | 2.60 تريليون                | 323.91 مليار                                                         |
| الناتج المحلي الإجمالي (تعادل القوة الشرائية) بليون دولار | 8.00 تريليون                | 472.59 مليار                                                         |
| الناتج المحلي الإجمالي الاسمي للفرد دولار أمريكي          | 1.60 ألف                    | 52.89 ألف                                                            |
| الناتج المحلي الإجمالي للفرد دولار أمريكي                 | 5.70 ألف                    | 82.76 ألف                                                            |
| مؤشر التنمية البشرية                                      | 0.609                       | 0.925                                                                |
| رمز المكالمات الدولي                                      | +91                         | +65                                                                  |
| رمز الإنترنت                                              | .in، .भारत ‏، .بھارت ‏،        | .sg                                                                  |
| المنطقة الزمنية                                           | ت ع م+05:30، توقيت الهند    | ت ع م+08:00، توقيت سنغافورة المنسق ‏                                  |

## منظمات دولية مشتركة
يشترك البلدان في عضوية مجموعة من المنظمات الدولية، منها:
| علم المنظمة | اسم المنظمة                        | تاريخ انضمام الهند | تاريخ انضمام سنغافورة |
| ----------- | ---------------------------------- | ------------------ | --------------------- |
|             | يونسكو                             | 4 نوفمبر 1946      | 8 أكتوبر 2007         |
|             | مؤسسة التمويل الدولية              | 20 يوليو 1956      | 4 سبتمبر 1968         |
|             | بنك التنمية الآسيوي                | 1966               | 1966                  |
|             | منظمة حظر الأسلحة الكيميائية       | ?                  | ?                     |
|             | مؤسسة التنمية الدولية              | 24 سبتمبر 1960     | 27 سبتمبر 2002        |
|             | منظمة التجارة العالمية             | 1995               | ?                     |
|             | وكالة ضمان الاستثمار متعدد الأطراف | 6 يناير 1994       | 24 فبراير 1998        |
|             | الاتحاد البريدي العالمي            | ?                  | ?                     |
|             | الاتحاد الدولي للاتصالات           | 1869               | 22 أكتوبر 1965        |
|             | منظمة الشرطة الجنائية الدولية      | ?                  | ?                     |
|             | الأمم المتحدة                      | 30 أكتوبر 1945     | 21 سبتمبر 1965        |
|             | البنك الدولي للإنشاء والتعمير      | 27 ديسمبر 1945     | 3 أغسطس 1966          |
|             | المنظمة الهيدروغرافية الدولية      | ?                  | ?                     |
|             | منتدى آسيان الإقليمي ‏              | ?                  | ?                     |
|             | دول الكومنولث                      | 15 أغسطس 1947      | ?                     |

## وصلات خارجية
- موقع وزارة الخارجية الهندية
- موقع وزارة الخارجية السنغافورية